# Grażyna Wrona
Grażyna Leokadia Wrona – bibliolog, prasoznawca, historyk prasy, profesor w Instytucie Nauk o Informacji Uniwersytetu Pedagogicznego im. Komisji Edukacji Narodowej w Krakowie. 

## Życiorys
W 1980 ukończyła studia w Wyższej Szkole Pedagogicznej im. Komisji Edukacji Narodowej i uzyskała tytuł magistra bibliotekoznawstwa i informacji naukowej. Podstawą była praca pt. Prasa konspiracyjna powiatów brzeskiego, dąbrowskiego i tarnowskiego w latach 1939-1945, napisana pod kierunkiem prof. dr. hab. Jerzego Jarowieckiego. 
Stopień doktora nauk historycznych otrzymała w 1990 na podstawie dysertacji pt. Towarzystwa naukowe w Krakowie i ich biblioteki i księgozbiory w latach 1918-1939, a w 2007 stopień doktora habilitowanego w zakresie nauk humanistycznych na podstawie rozprawy pt. Polskie czasopisma naukowe w latach 1918-1939. 
W 2018 uzyskała tytuł naukowy profesora nauk humanistycznych.
Od 2010 była prodziekanem Wydziału Filologicznego Uniwersytetu Pedagogicznego im. Komisji Edukacji Narodowej w Krakowie. 
Jest sekretarzem naukowym Komisji Prasoznawczej PAN Oddział w Krakowie oraz redaktorem naczelnym "Rocznika Historii Prasy Polskiej". 
Specjalizuje się w historii czasopism naukowych lat 1918-1939, popularnonaukowych XIX wieku, a także zagadnień wolności słowa i jej ograniczeń w II RP. 

## Wybrane publikacje
- Nadzór nad prasą w Krakowie (1918-1939), 2017, ISBN 978-83-7638-817-5
- Polskie czasopisma naukowe w latach 1918-1939, 2005 ISBN 83-7271-320-0
- Towarzystwa naukowe w Krakowie w latach 1845-1939, 1994, ISBN 83-85898-71-9[5]